# Hinas
Los hinas fueron un pueblo indígena que habitó en el estado de Sinaloa en el municipio de San Ignacio hasta el estado de Durango en el municipio de San Dimas. Se establecieron desde San Sebastián Guaimino, hoy Guaymino. Ascendiendo por el río de San Jerónimo de Ajoya y sus afluentes estos lugares dentro del estado de Sinaloa. Fue un pueblo guerrero seminómadas igual que los xixime y los humis estos tres pueblos guerreros estaban en constante guerra entre ellos, pero sobre todo con los acaxees que era el rival más odiado. Cultivaban maíz, frijol y chile en las laderas de los cerros. Este pueblo indígena también fue evangelizado junto con los humis en las misiones de San ignacio, San Javier, Ajoya, Cabazán, San Agustín y Santa Apolonia, todas estas en Sinaloa, pero no fue efectiva su evangelización hasta que empezó el auge minero en esta zona a finales del siglo XVIII. Las epidemias y la constante guerra con los españoles extinguió a este pueblo indígena.